# Sant'Isidoro alle Terme
Sant'Isidoro alle Terme var en kyrkobyggnad i Rom, helgad åt den helige Isidor av Madrid. Kyrkan var belägen i Diocletianus termer vid Via Parigi i Rione Castro Pretorio. Det enda som återstår av kyrkan är fasaden.

## Kyrkans historia
Kyrkan uppfördes åren 1754–1755 på initiativ av påve Benedikt XIV (1740–1758) efter ritningar av arkitekten Giuseppe Pannini. Det råder dock inte samstämmighet om vem som ritade kyrkan; Ferruccio Lombardi anger Clemente Orlandi som upphovsman. Kyrkan inrymdes i en av termernas aulor i anslutning till palaestran.
Fasaden i en våning är dekorerad med vetekvistar; i termerna fanns tidigare ett spannmålsmagasin. Fasaden kröns av ett skulpturalt emblem som representerar en gynnsam skörd. Ett puttohuvud bär upp den påvliga tiaran och Petri nycklar.
Kyrkan hade en rektangulär grundplan med absid. Skeppet hade ett tunnvalv.
Kyrkan Sant'Isidoro alle Terme dekonsekrerades år 1891 och interiören revs år 1940.

## Kommunikationer
Närmaste tunnelbanestation är  Repubblica.